# Larkin (Band)

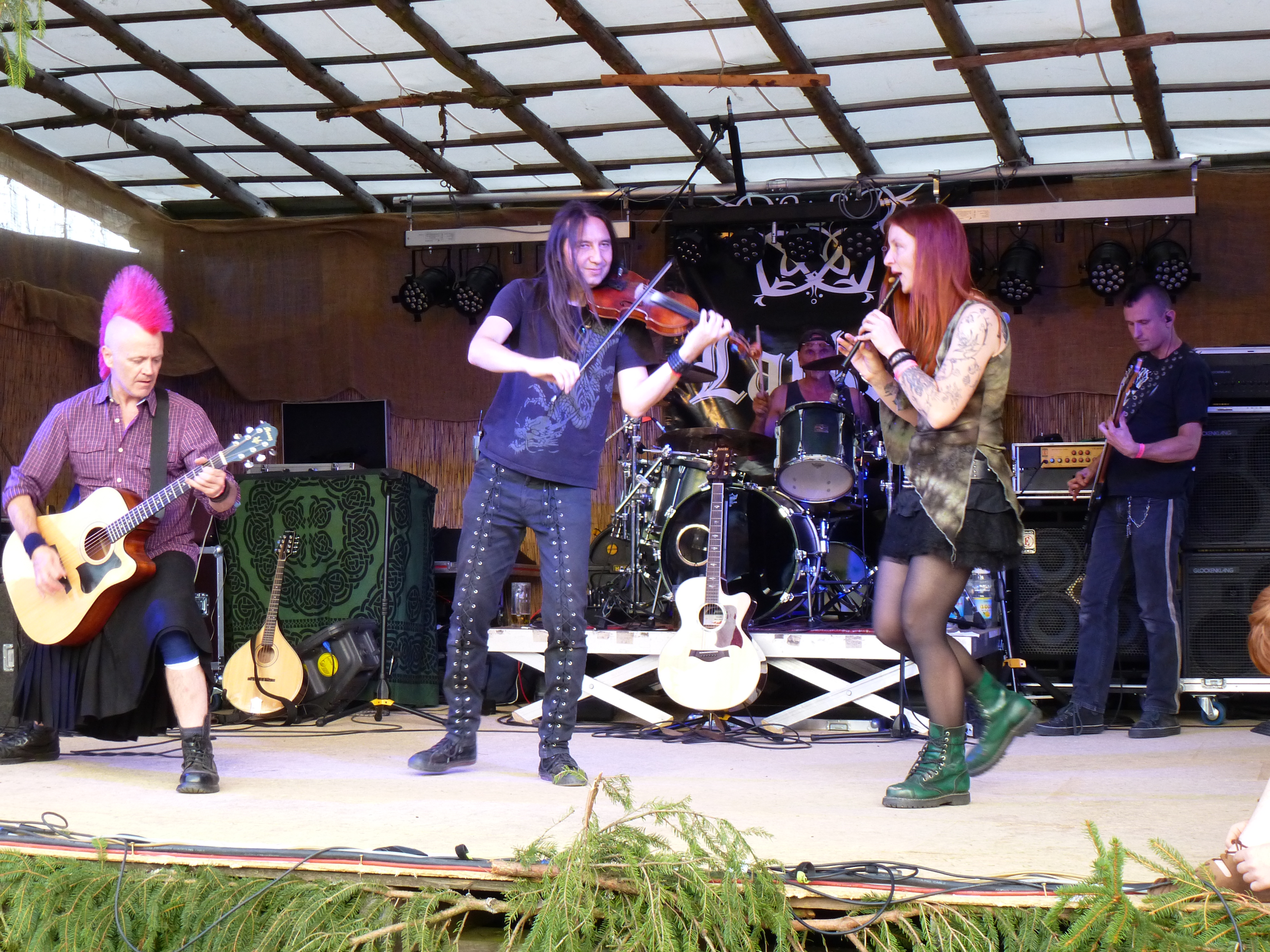
Larkin beim Altburgfestival 2013 auf der Altburg

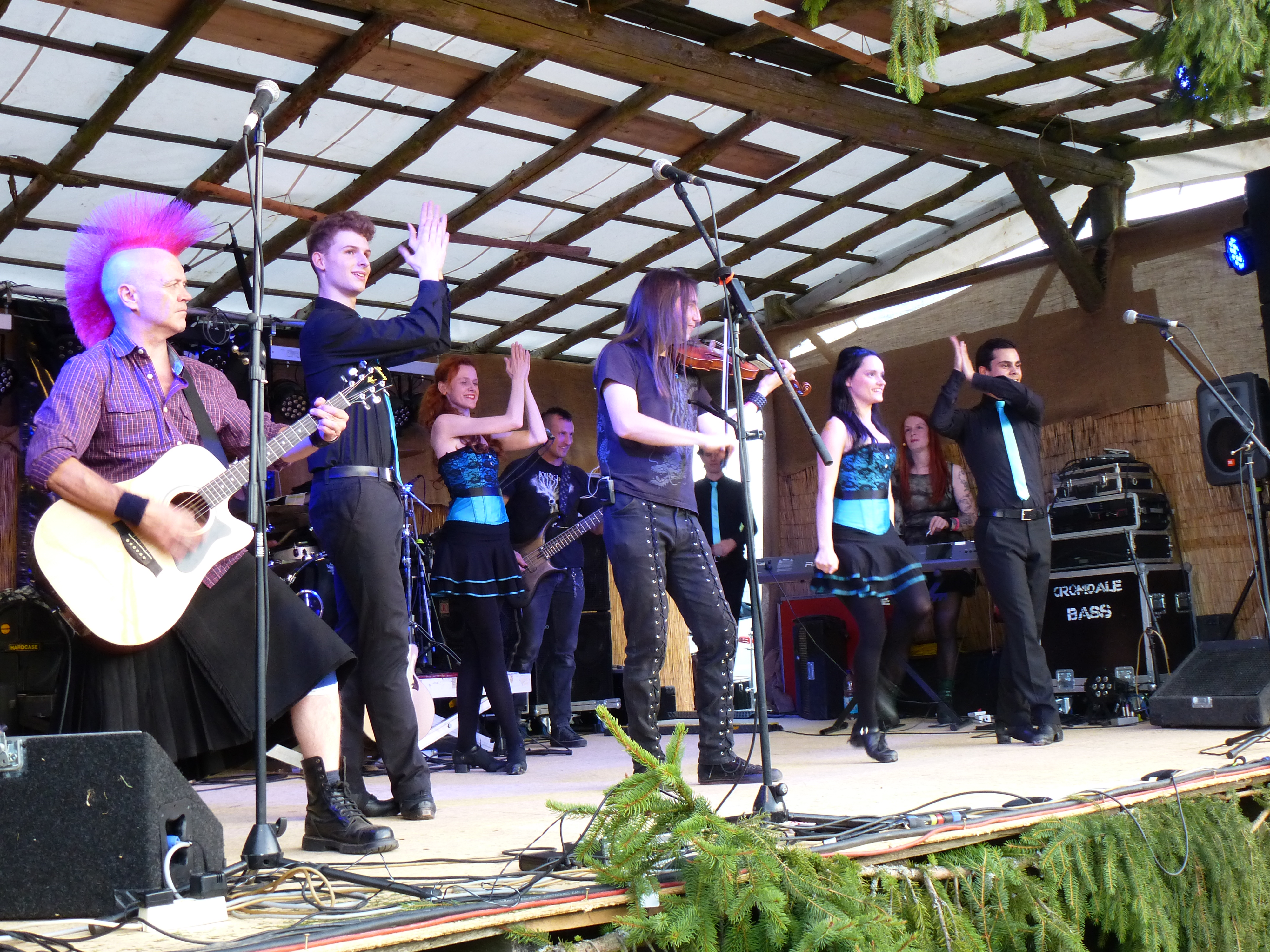
Larkin gemeinsam mit Irish Beats Dance Company beim Altburgfestival 2013 auf der Altburg

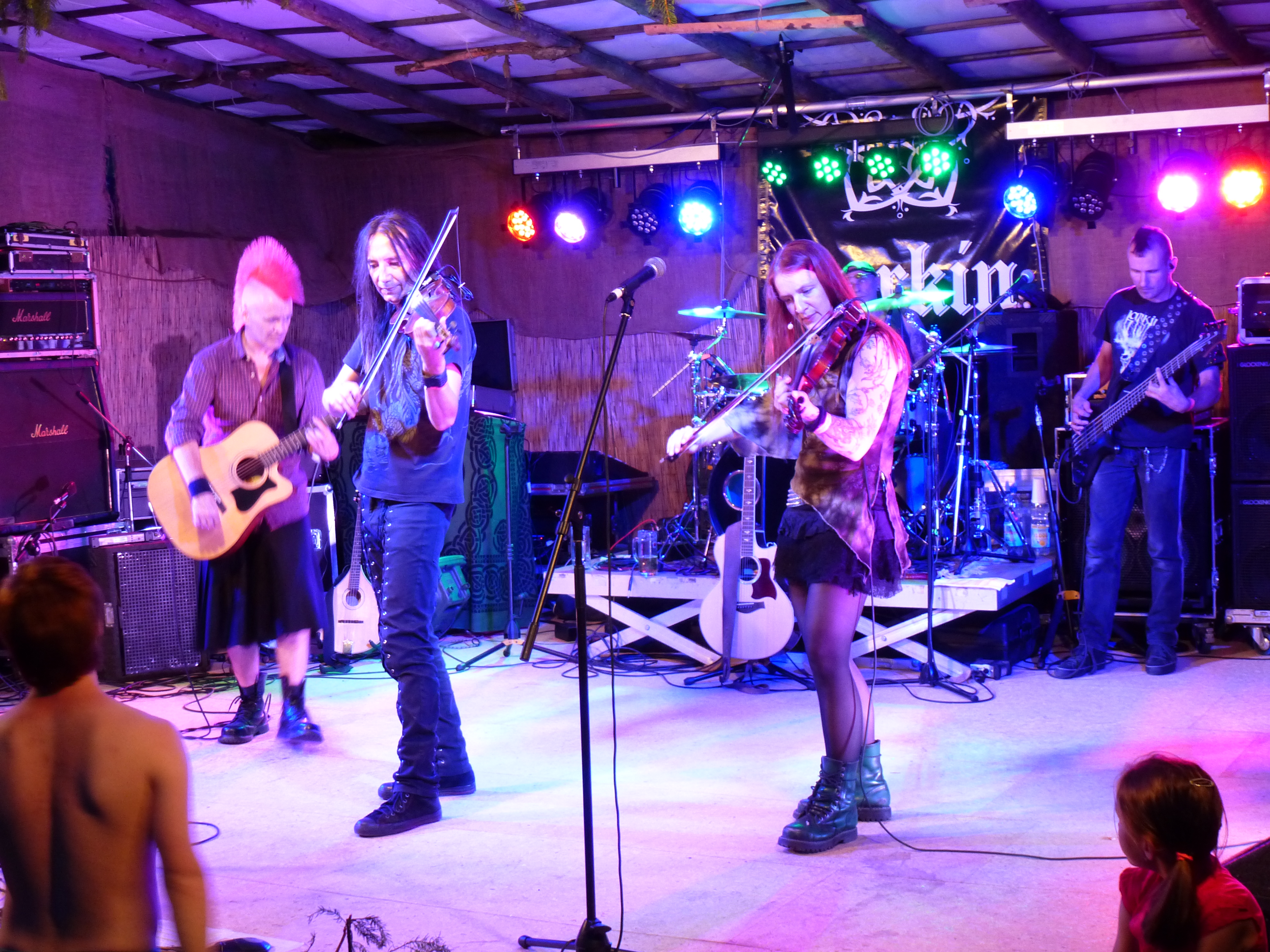
Larkin beim Altburgfestival 2013 auf der Altburg

Larkin ist eine der dienstältesten Irish-Folk-Bands Ostdeutschlands.

## Geschichte
Larkin wurde 1972 von dem schottischen Sänger Jack Mitchell (1932–1997), der Dozent an der Sektion Anglistik/Amerikanistik der Humboldt-Universität in Ost-Berlin war, als Studentenband mitgegründet.
Mitchells Interesse für das politische Lied machte ihn und seine Band in den 1970er Jahren recht populär. Die Band beeinflusste die Entwicklung der Folkszene in der DDR. Tonträger entstanden während dieser Zeit aber nicht. Den Namen verdankt die Band dem irischen Gewerkschaftsführer James Larkin, genannt Big Jim.
Von der Urbesetzung ist kein Musiker mehr dabei. In ihren Interpretationen finden sich immer wieder rockige Elemente. Mancher ins Deutsche übersetzter Text wurde so verändert, dass humoristische Elemente aufgenommen wurden.

## Besetzung 2024
- Attila Radna (Gesang, Gitarre, Geige)
- Saša Avguštin (Gitarre, Mandola)
- Raphael Winterbloom (E-Bass)
- Frunz (Thorsten Beckmann) (Drums/Bodhran)
- Sorcha Thompson (Geige)

## Diskografie

### CDs
- In All the Four Winds
- 1999: Far from Home
- 2002: Larkin The 90ies
- 2004: Totentanz
- 2008: Ab in’ Pub
- 2011: Circle of Love